# Giovanni Bresadola
Giovanni Bresadola (* 17. Februar 2001 in Cles) ist ein italienischer Skispringer.

## Werdegang
Giovanni, der der jüngere Bruder von Davide Bresadola ist, gab Ende September 2015 in Hinterzarten sein Debüt im Alpencup. In den folgenden Jahren konkurrierte er regelmäßig in dieser Wettkampfserie.
Bei den Junioren-Skiweltmeisterschaften 2017 in Park City belegte Bresadola im Einzel den 40. Platz und wurde Fünfter mit dem Mixed-Team. Wenige Monate später debütierte er in Kranj im Continental Cup, verpasste allerdings deutlich die Punkteränge. Bei den Junioren-Skiweltmeisterschaften 2018 im schweizerischen Kandersteg verbesserte er sich im Einzel auf den 25. Platz, belegte jedoch mit dem Team nur den vierzehnten sowie beim Mixed-Teamspringen den dreizehnten Rang. Im August 2018 gewann Bresadola beim Springen in Wisła seinen ersten Continental-Cup-Punkt. Bei den Junioren-Skiweltmeisterschaften 2019 in Lahti verpasste er als 35. den zweiten Durchgang. Mit dem Team wurde er Zwölfter, wohingegen er gemeinsam mit Giada Tomaselli, Francesco Cecon und Lara Malsiner Achter beim Mixed-Team-Wettbewerb wurde.
Der Sommer 2019 verlief für Bresadola besser. So erreichte er bei den Wettkämpfen in Frenštát pod Radhoštěm im Continental Cup zweimal den zweiten Durchgang und konnte auch in Klingenthal Punkte gewinnen. Bei den italienischen Meisterschaften 2019 in Predazzo gewann Bresadola zudem überraschend den Meistertitel von der Normalschanze.
Am 29. November 2020 sprang Bresadola im finnischen Ruka erstmals in die Punkteränge im Weltcup. Bei der Skiflug-Weltmeisterschaft 2020 von der Letalnica bratov Gorišek in Planica belegte Bresadola den 24. Platz und stellte dabei im Probedurchgang seine persönliche Bestweite von 208 Metern auf. Im Juni 2021 wurde Bresadola im Heeressportzentrum (Centro Sportivo Esercito) eingeschrieben.
Bei den Weltmeisterschaften 2021 in Oberstdorf wurde er 47. von der Normalschanze. Bei den Olympischen Winterspielen 2022 in Peking wurde er auf der Normalschanze 41. und von der Großschanze 35.
Bresadola ließ in der Weltcup-Saison 2022/23 lediglich die Wochenenden in Zakopane und Râșnov aus, bei den restlichen Wettbewerben ging er hingegen an den Start. Er sprang fünfzehnmal in die Punkteränge und erreichte erstmals Platzierungen unter den besten 20. Sein bestes Saisonresultat stellte der achte Rang beim Einzelspringen in Engelberg dar. Bei den Weltmeisterschaften 2023 in Planica konnte er daran nicht anknüpfen und verzeichnete mit dem 41. Platz von der Normalschanze sowie dem 45. Platz von der Großschanze im Vergleich zur Weltcup-Saison unterdurchschnittliche Ergebnisse. Die Saison schloss er als bester Italiener auf Rang 33 im Gesamtweltcup ab.
Am 23. März 2024 zog sich Bresadola beim Skifliegen in Planica eine Kreuzband- und Meniskusverletzung im linken Knie zu.

## Statistik

### Weltcup-Platzierungen
| Saison  | Platz | Punkte |
| ------- | ----- | ------ |
| 2020/21 | 065.  | 008    |
| 2021/22 | 071.  | 006    |
| 2022/23 | 033.  | 170    |
| 2023/24 | 031.  | 175    |

### Vierschanzentournee-Platzierungen
| Saison  | Platz | Punkte |
| ------- | ----- | ------ |
| 2022/23 | 53.   | 2340   |
| 2023/24 | 28.   | 688,6  |

### Grand-Prix-Platzierungen
| Saison | Platz | Punkte |
| ------ | ----- | ------ |
| 2021   | 046.  | 035    |
| 2022   | 028.  | 054    |

### Continental-Cup-Platzierungen
| Saison  | Sommer | Sommer | Winter | Winter | Gesamt | Gesamt |
| Saison  | Platz  | Punkte | Platz  | Punkte | Platz  | Punkte |
| ------- | ------ | ------ | ------ | ------ | ------ | ------ |
| 2018/19 | 101.   | 001    | —      | —      | 146.   | 001    |
| 2019/20 | 087.   | 023    | 087.   | 019    | 103.   | 042    |
| 2021/22 | 050.   | 050    | 118.   | 001    | 081.   | 051    |
| 2022/23 | 035.   | 048    | —      | —      | 073.   | 048    |